# Dianthus jablanicensis
Dianthus jablanicensis är en nejlikväxtart som beskrevs av K. Micevski. Dianthus jablanicensis ingår i släktet nejlikor, och familjen nejlikväxter. Inga underarter finns listade i Catalogue of Life.